# Noureddine Ould Ali
Noureddin Ould Ali (in arabo نور الدين ولد علي‎?; Bab El Oued, 23 giugno 1972) è un allenatore di calcio algerino, tecnico della Nazionale yemenita.

## Carriera
Nel 2018 è diventato tecnico della Nazionale palestinese, sostituendo Julio César Baldivieso.